# Ippolito De Cristofaro
Ippolito De Cristofaro (Scordia, 5 gennaio 1843 – Catania, 19 giugno 1905) è stato un politico italiano.

## Biografia
Barone, Laureato in Scienze politiche e sociali, intraprese la carriera diplomatica. Nel 1876 divenne deputato del Regno, più volte riconfermato, restando alla Camera fino al 1892.
Fu quindi senatore del Regno d'Italia dalla XVIII legislatura.
Dal 10 agosto 1896 alla sua morte è stato anche Presidente del consiglio provinciale catanese.
Il nipote Ippolito Luigi De Cristofaro, divenne anch'egli parlamentare.